# Alo Põldmäe
Alo Põldmäe   (Tartu, 22 de maig de 1945) és un compositor, musicòleg i músic estonià.

## Biografia
Alo Põldmäe va néixer fill del compositor estonià Rudolf Põldmäe (1908-1988) i de l'erudita literària Aino Undla-Põldmäe (1910-1992). El 1949, després de l'ocupació d'Estònia, tota la família va ser deportada a Sibèria. No va ser fins al 1955 que va poder tornar a Estònia en el decurs de la desestalinització.
Des de 1960, Alo Põldmäe va rebre classes de piano de la pianista estonià Alexandra Sarv i va decidir continuar una carrera musical. El 1970 es va llicenciar en composició per Heino Eller al Conservatori Estatal de Tallinn.
Del 1968 al 1970 va ocupar-se com a oboista amb l'Orquestra Simfònica Estatal d'Estònia (ERSO). De 1972 a 1980 va treballar com a editor musical a la companyia estatal de cinema de la SSR estoniana, Tallinn-film. Del 1980 al 1989 Põldmäe va ser secretari de l'Associació de Compositors de la SSR d'Estònia (estoniana ENSV Heliloojate Liit) i del 1989 al 1993 vicepresident de l'Associació de Compositors. Des del 1993 va exercir un càrrec directiu al Museu del Teatre i la Música d'Estònia a Tallinn. També ha estat professor de composició a l'Escola de Música de Tallinn des de 1983. A més, actua com a clàssica i Cantant de jazz.

## Composicions (selecció)
- Merineitsi (Ballet, 1974)
- Concert per a oboè (1974)
- Sonatina per a flauta alta i guitarra (1975)
- Verine John (Doll Musical, 1980)
- Loira perdia per a dos pianos (1981)
- Sõnni Tund (ballet, 1981)
- Raeooper (Òpera de Cambra, 1986)
- Depressioon baaris (Òpera de cambra, 1997)
- Pastoral per oboè i orgue
- Meditació per a piano (2003)

A més, Alo Põldmäe ha compost nombroses peces per a música de cambra i música de cinema.